# Dresserus olivaceus
Dresserus olivaceus är en spindelart som beskrevs av Pocock 1900. Dresserus olivaceus ingår i släktet Dresserus och familjen sammetsspindlar. Inga underarter finns listade i Catalogue of Life.